# Gaspar Ferdinand de Limpens
Gaspar Joseph Ghislain Guidon (Ferdinand) de Limpens (Brussel, 8 augustus 1739 - aldaar, 26 november 1822) was een ambtenaar in de Oostenrijkse Nederlanden en het Verenigd Koninkrijk der Nederlanden. Hij was kanselier van Brabant en lid van de Raad van State.

## Biografie

### Familie
Gaspar Ferdinand de Limpens was een zoon van ridder Arnault Waltère de Limpens, raadspensionaris van Limburg, lid van de Geheime Raad en staatsraad. Hij was een broer van Ange Charles de Limpens (1743-1828), lid van de Raad van Financiën en staatsraad, en een neef van Jean Jérôme Ange de Limpens (1722-1796), raadspensionaris van Limburg en Luxemburg.
Zijn dochter Marie-Thérèse de Limpens (1772-1799) trouwde met officier en ambtenaar graaf Florimond de Ficquelmont de Vyle (1763-1838).

### Loopbaan
De Limpens was achtereenvolgens:
- schepen van Brussel, van 1763 tot 1770
- procureur-generaal van Brabant, van 1770 tot 1777
- lid van de Geheime Raad, van 1 juni 1777 tot 1787
- lid van de Algemene Regeringsraad, 1787
- lid van de Geheime Raad, 1791
- kanselier van Brabant, van 7 maart 1794 tot 27 november 1795, na de weigering door Balthazar de Villegas d'Estaimbourg
- lid van de administratieve raad van de Voorlopige Regering der Nederlanden, van 15 februari 1814 tot 16 september 1815
- referendaris van de commissie binnen de Raad van State belast met de zaken der R.K. Eredienst
- lid van de Raad van State, van 16 september 1815 tot 26 november 1822